# Е-152
Е-152  — советский экспериментальный истребитель-перехватчик. Е-152 предназначался для перехвата и уничтожения самолётов противника, летящих со скоростями до 1600 км/ч на высоте 10000 м и со скоростями до 2500 км/ч на высоте 20000 м и выше на встречнопересекающихся курсах.
В постройку заложили два опытных экземпляра самолёта Е-152-1 и Е-152-2 и один экземпляр Е-152А с двумя двигателями Р11Ф-300.
На основе комплексов перехвата, отработанных на самолётах Е-150, Е-152, Е-152А, создан серийный самолёт МиГ-25.

## История
В 1960 году первый экземпляр самолёта Е-152/1 был выпущен из производства, и на нём началась наземная отработка в условиях завода. 16 марта 1961 года после получения летного двигателя Р-15-300 самолёт отправили на заводские испытания. Первый вылет состоялся 21 апреля, самолёт пилотировал летчик-испытатель Г. К. Мосолов. До получения РЛС ЦП-1 в носовой части самолёта устанавливался центровочный груз весом 263 кг. За время заводских испытаний, проходивших с 16 марта 1961 года по 8 января 1962 года и с 20 марта по 11 сентября 1962 года, на самолёте было выполнено 67 полётов, в том числе 5 с макетами ракет К-9.
Самолёт Е-152/2 был закончен в производстве в 1 полугодии 1961 года и 8 августа передан на аэродром для проведения испытаний. На нём улучшили систему отсоса пограничного слоя с конуса воздухозаборника за счёт увеличения проходного сечения защитной сетки, а для увеличения запаса продольной устойчивости изменили порядок выработки топлива. После проведения наземной отработки 21 сентября 1961 года состоялся первый вылет. Заводские испытания продолжались до 3 июля 1962 года и были прекращены после 16-го полёта (летчики-испытатели П. М. Остапенко, А. В. Федотов).
После закрытия темы самолёты Е-152/1 и Е-152/2 были переоборудованы в Е-152М/1 и Е-152М/2 для отработки элементов комплекса перехвата С-155.

## Мировые рекорды
На самолёте Е-152/1, который получил официальное название Е-166, установлено три мировых рекорда:
- 7 октября 1961 года летчиком-испытателем А. В. Федотовым установлен мировой рекорд скорости по замкнутому 100 км маршруту. Достигнута средняя скорость 2401 км/ч.
- 7 июля 1962 года летчиком-испытателем Г. К. Мосоловым установлен мировой рекорд скорости. На мерной базе 15-25 км в двух направлениях достигнута средняя скорость 2681,7 км/ч. В одном из заходов самолёт развил скорость свыше 3000 км/ч.
- 11 сентября 1962 года летчиком-испытателем П. М. Остапенко установлен мировой рекорд высоты горизонтального полёта, равный 22670 м.

## Техническое описание самолёта Е-152
По аэродинамической схеме Е-152 представлял собой среднеплан цельнометаллической конструкции с треугольным крылом. Фюзеляж состоял из головной и хвостовой частей. Головная часть по своей конструкции полумонокок. Лобовой воздухозаборник с неподвижным радиопрозрачным трехступенчатым конусом и управляемым в полёте кольцом (обечайкой). Хвостовая часть фюзеляжа по конструкции монокок. Обшивка её выполнена из тонких стальных листов с приваренным к ним гофром. Крыло треугольное стреловидностью 53°47'  с тонким профилем ЦАГИ С-9С.
Силовая установка состояла из ТРД Р-15-300. Форсажная камера соединялась с двигателем телескопически. Охлаждение двигательного отсека в полёте осуществлялось отбором воздуха из канала за счёт скоростного напора. На земле охлаждение осуществлялось за счёт разрежения внутри фюзеляжа, создаваемого эжектирующим действием газовой струи. Вход воздуха в этом случае производилось через впускные клапаны на наружной обшивке. Общая ёмкость топливных баков - 4960 л. Предусматривалась подвеска ПТБ ёмкостью 1500 л.
Шасси трехстоечное с гидроазотной амортизацией. Передняя стойка полурычажного типа, убиралась в фюзеляж вперед против полета. Стойка оборудовалась механизмом возврата колеса в нейтральное положение. Основные стойки прямостоечного типа, при уборке укладывалась в крылья, а колеса, разворачиваясь относительно стоек, убирались в фюзеляж.
Оборудование включало в себя: РЛС "Смерч-А" ( первый опытный образец ОКБ339), счетно-решающий прибор ВБ-158 с комплектом датчиков, автопилот АП-39, систему САЗО-СПК, курсовую систему КСИ, авиагоризонт АГД-1, навигационно-пилотажные приборы системы "Путь-2", УКВ радиостанцию РСИУ-5 "Дуб-5", радиополукомпас АРК-10 "Ингул", радиоответчик системы опознавания СРО-2М "Хром", активный ответчик СОД-57МУ.
Вооружение самолёта состояло из двух ракет К-9. Подвеска осуществлялась с помощью авиационных пусковых устройств, установленных на законцовках крыла.

## Тактико-технические характеристики
Приведены данные модификации Е-152/1.
Источник данных: Gunston B., Gordon Y., 1998.

Технические характеристики
- Экипаж: 1 пилот
- Длина: 20,475 м
  - без ПВД: 19,656 м
- Размах крыла: 8,793 м
  - с ракетами на законцовках: 10,41 м
- Высота:
- Площадь крыла: 42,02 м²
- Профиль крыла: ЦАГИ С-9С
- Угол стреловидности по передней кромке: 53° 47'
- База шасси: 6,265 м
- Колея шасси: 4,2 м
- Масса пустого: 10 900 кг
- Нормальная взлётная масса: 14 350 кг
- Максимальная взлётная масса: 14 900 кг
- Масса топлива во внутренних баках: 4150 кг
- Объём топливных баков: 4960 л (+ 1500 л ПТБ)
- Силовая установка: 1 × ТРДФ Р-15-300
  - Бесфорсажная тяга: 1 × 6840 кгс (67,1 кН)
  - Форсажная тяга: 1 × 10210 кгс (100,1 кН)

Лётные характеристики
- Максимальная скорость: 3030 км/ч (М=2,85) на 15 400 м
  - с ракетами: 2650 км/ч (М=2,495) на 16 200 м
- Скорость отрыва: 340 км/ч
- Посадочная скорость: 270 км/ч
- Практическая дальность: 1470 км (без подвесок)
- Практический потолок: 22 680 м
- Время набора высоты:
  - 10 000 м за 4,75 мин
  - 20 000 м за 8,83 мин
- Нагрузка на крыло: 341,5 кг/м²
- Тяговооружённость: 0,48 / 0,71 (без форсажа / на форсаже)
- Длина разбега: 1145 м
- Длина пробега: 1270 м

Вооружение
- Точки подвески: 1 под фюзеляжем для ПТБ, 2 на законцовках крыла для ракет
- Управляемые ракеты: 2 × К-9